# Henry Bell (jugador de fútbol americano)
Henry Bell es un jugador de fútbol americano que jugó una temporada como halfback en la American Football League (AFL) para los Denver Broncos. Nunca asistió a la universidad y jugó para varios equipos del servicio militar en Hawái y Kansas antes de su paso de un año en el fútbol profesional. Uno de los miembros originales de los Broncos, fue uno de sus corredores principales y jugó en 10 juegos mientras corría para 238 yardas.

## Primeros años y servicio militar
Pro Football Archives lo enumera como nacido en 1936 en Georgia, aunque un artículo de 1959 de The Manhattan Mercury lo identificó como nativo de Hawái. Varias fuentes modernas también mencionan que asistió a la Escuela Secundaria Valdosta, pero The Mercury declaró que fue a la Escuela Secundaria para Niños en Brooklyn, Nueva York. Recordó en una entrevista en 2018 que le habían ofrecido una beca deportiva para jugar para los Kansas State Wildcats, pero no pudo asistir. Bell luego comenzó a servir en el ejército de los Estados Unidos en 1955 y jugó fútbol y atletismo para varios equipos militares.
Siendo miembro de la 25.ª División de Infantería de Hawái, Bell ganó los campeonatos de pista y campo de la división en 1956 con un tiempo de carrera de 100 yardas de 9,8, así como un tiempo de carrera de 220 yardas de 21,9 segundos. En el fútbol, fue nombrado una selección All-Star del Ejército de Hawái en los tres años con el equipo (1955-1957) mientras jugaba en ambos lados del balón. A la ofensiva, el halfback de 5 pies 11 pulgadas y 200 libras anotó 16 touchdowns en 1956 y fue seleccionado como miembro de los Hawaii Pros, un equipo que jugó contra los College All-Stars en el Hula Bowl. Fue una de las dos únicas personas del ejército que formaron parte del equipo.
Después de jugar para la 25.º División de Infantería, Bell jugó con los Funston Red Raiders de Fort Riley en Kansas, siendo nombrado All-Army en 1959 después de correr más de 1000 yardas y anotar 13 touchdowns en solo ocho juegos. Era conocido por su habilidad para hacer carreras largas, con nueve de sus puntajes en más de 20 yardas. The Manhattan Mercury describió a Bell como un jugador veloz pero un golpeador duro y dijo que ya sea que «cargue la pelota o haga ruido como señuelo, es un hombre peligroso para dejarlo sin vigilancia en cualquier campo de fútbol».

## Carrera profesional
Bell fue firmado por los Denver Broncos de la recién formada American Football League (AFL) en julio de 1960. Más tarde recordó su experiencia cuando lo firmaron: «Un tipo vino a mi casa – vivía en Redondo Beach – y dijo: 'Están presentando una nueva liga de fútbol. ¿Quisieras jugar?' Dije, '¡Sí!' Su nombre era Dean Griffing». A pesar de nunca haber jugado fútbol americano universitario, Bell pudo formar parte de la lista final de los Broncos; fue uno de los únicos seis jugadores activos en la AFL o la National Football League (NFL) esa temporada que nunca jugó en la universidad. También fue uno de los ocho jugadores negros en el equipo original de los Broncos. Cuando se le preguntó en 2018 qué tan organizada estaba la liga, dijo: «No había ninguna [organización]. Fue, 'Hay un partido de fútbol. Reúnanse y salgan a jugar. ¡El dinero era bueno! El mariscal de campo era [Frank] Tripucka, y creo que teníamos un buen equipo».
Bell se desempeñó como uno de los corredores principales del equipo, junto con Dave Rolle. Los Broncos jugaron 14 juegos y tuvieron marca de 4–9–1, con Bell apareciendo en 10 de esos juegos siendo titular en cinco; ocupó el segundo lugar en el equipo con 43 intentos de carrera para 238 yardas (un promedio de 5.5), y también registró la carrera más larga de la temporada de los Broncos (y la quinta más larga de la liga) con una carrera de 68 yardas. Se vio limitado por una lesión en el dedo del pie que ocurrió durante un juego contra Los Angeles Chargers y fue liberado alrededor del 1 de diciembre. Bell nunca volvió a jugar fútbol profesional.